# Сан Хавијер (Чиле)
Сан Хавијер (шп. San Javier) је општина у Чилеу. По подацима са пописа из 2002. године број становника у месту је био 20.524.

## Демографија
| 2002.  |
| ------ |
| 20,524 |